# Saison 2015-2016 de l'Union Bordeaux Bègles
Cette page présente la saison 2015-2016 de l'Union Bordeaux Bègles en Top 14 et en Coupe d'Europe.

## Entraîneurs
| Nom             | Poste                 | Naissance  | Nationalité sportive | Arrivée au club (année) |
| --------------- | --------------------- | ---------- | -------------------- | ----------------------- |
| Raphaël Ibañez  | Manager général       | 17/02/1973 | France               | 2012                    |
| Émile Ntamack   | Entraîneur (arrières) | 25/06/1970 | France               | 2015                    |
| Régis Sonnes    | Entraîneur (avants)   | 25/07/1972 | France               | 2012                    |
| Joe Worsley     | Entraîneur (défense)  | 14/06/1977 | Angleterre           | 2012                    |
| Ludovic Loustau | Préparateur physique  | 15/08/1973 | France               | 2009                    |

## La saison
Budget
Avec un budget pour la saison de 20,43 millions d'euros, celui-ci est le 8e budget, sur 14, du Top 14.
Pré-saison
Émile Ntamack remplace Vincent Etcheto en tant qu'entraîneur des arrières.
Récit de la saison
Le groupe espoirs de l'Union Bordeaux Bègles devient champion de France 2015-2016 en battant l'AS Montferrand aux tirs au but,,.

## Effectif 2015-2016
| Nom                    | Poste            | Naissance    | Nationalité sportive | Sélections (points marqués) | Dernier club                | Arrivée au club (année) |
| ---------------------- | ---------------- | ------------ | -------------------- | --------------------------- | --------------------------- | ----------------------- |
| Albert Patrick Toetu   | Pilier           | 14/03/1984   | Samoa                | 1 (0)                       | Tarbes Pyrénées rugby       | 2011                    |
| Jefferson Poirot       | Pilier           | 01/11/1992   | France               | -                           | CA Brive                    | 2012                    |
| Jean-Baptiste Poux     | Pilier           | 26/09/1979   | France               | 42 (15)                     | Stade toulousain            | 2013                    |
| Francisco Gomez Kodela | Pilier           | 03/07/1985   | Argentine            | 11 (5)                      | Biarritz Olympique          | 2014                    |
| Sébastien Taofifenua   | Pilier           | 21/03/1992   | France               | -                           | USA Perpignan               | 2014                    |
| Sekope Kepu            | Pilier           | 05/02/1986   | Australie            | 52 (0)                      | Waratahs                    | 2015                    |
| Steven Kitshoff        | Pilier           | 10/02/1992   | Afrique du Sud       | -                           | Stormers                    | 2015                    |
| Ole Avei               | Talonneur        | 13/06/1983   | Samoa                | 20 (0)                      | Chiefs                      | 2010                    |
| Clément Maynadier      | Talonneur        | 11/10/1988   | France               | -                           | SC Albi                     | 2013                    |
| Beñat Auzqui           | Talonneur        | 01/08/1983   | Espagne              | 17 (10)                     | US Tyrosse                  | 2013                    |
| Adam Jaulhac           | Deuxième ligne   | 31/01/1988   | France               | -                           | CA Brive                    | 2008                    |
| Jandré Marais          | Deuxième ligne   | 14/06/1989   | Afrique du Sud       | -                           | Sharks                      | 2013                    |
| Berend Botha           | Deuxième ligne   | 11/03/1988   | Afrique du Sud       | -                           | Stade Montois               | 2014                    |
| Julien Le Devedec      | Deuxième ligne   | 06/06/1986   | France               | -                           | CA Brive                    | 2014                    |
| Léo Bastien            | Deuxième ligne   | 06/05/1993   | France               | -                           | SU Agen                     | 2015                    |
| Hugh Chalmers          | Troisième ligne  | 28/11/1984   | Nouvelle-Zélande     | -                           | AC Bobigny                  | 2008                    |
| Matthew Clarkin (cap.) | Troisième ligne  | 04/07/1981   | Nouvelle-Zélande     | -                           | US Montauban                | 2010                    |
| Louis-Benoît Madaule   | Troisième ligne  | 24/09/1988   | France               | -                           | RC Narbonne                 | 2011                    |
| Marco Tauleigne        | Troisième ligne  | 30 août 1993 | France               |                             | CS Bourgoin-Jallieu         | 2013                    |
| Kitione Kamikamica     | Troisième ligne  | 27/04/1996   | Fidji                | -                           | Lelean Memorial School (en) | 2015                    |
| Jean-Blaise Lespinasse | Troisième ligne  | 05/01/1994   | France               | -                           | US Montauban                | 2013                    |
| Luke Braid             | Troisième ligne  | 05/10/1988   | Nouvelle-Zélande     | -                           | Blues                       | 2015                    |
| Peter Saili            | Troisième ligne  | 04/01/1988   | Nouvelle-Zélande     | -                           | Blues                       | 2015                    |
| Loann Goujon           | Troisième ligne  | 23/04/1989   | France               | 5 (0)                       | Stade rochelais             | 2015                    |
| Heini Adams            | Demi de mêlée    | 29/05/1980   | Afrique du Sud       | 2 (0)                       | Bulls                       | 2010                    |
| Yann Lesgourgues       | Demi de mêlée    | 17/01/1991   | France               | -                           | Biarritz Olympique          | 2014                    |
| Baptiste Serin         | Demi de mêlée    | 20/06/1994   | France               | -                           | Formé au Club               | -                       |
| Pierre Bernard         | Demi d'ouverture | 31/01/1989   | France               | -                           | Castres Olympique           | 2013                    |
| Romain Lonca           | Demi d'ouverture | 26/11/1991   | France               | -                           | Stade Hendayais             | 2013                    |
| Lionel Beauxis         | Demi d'ouverture | 24/10/1985   | France               | 20 (125)                    | Stade Toulousain            | 2014                    |
| Julien Rey             | Centre           | 01/09/1986   | France               | -                           | US Colomiers                | 2011                    |
| Félix Le Bourhis       | Centre           | 07/04/1988   | France               | 1 (0)                       | US Carcassonne              | 2011                    |
| Thibault Lacroix       | Centre           | 14/05/1985   | France               | 2 (0)                       | Aviron bayonnais            | 2013                    |
| Adam Ashley-Cooper     | Centre           | 27/03/1984   | Australie            | 104 (150)                   | Waratahs                    | 2015                    |
| Jean-Baptiste Dubié    | Centre           | 16/07/1989   | France               | -                           | Stade montois               | 2015                    |
| Charles Brousse        | Centre           | 30/11/1990   | France               | -                           | Formé au club               | -                       |
| Blair Connor           | Ailier           | 29/09/1988   | Australie            | -                           | Reds                        | 2010                    |
| Metuisela Talebula     | Ailier           | 20/05/1991   | Fidji                | 13 (43)                     | Fidji Seven (rugby à VII)   | 2012                    |
| Paulin Riva            | Ailier           | 20/04/1994   | France               | -                           | FC Auch                     | 2014                    |
| Sofiane Guitoune       | Ailier           | 27/03/1989   | France               | 3 (5)                       | USA Perpignan               | 2014                    |
| Nans Ducuing           | Ailier           | 06/11/1991   | France               | -                           | USA Perpignan               | 2015                    |
| Jean-Marcellin Buttin  | Arrière          | 16/12/1991   | France               | 2 (0)                       | ASM Clermont                | 2015                    |
| Darly Domvo            | Arrière          | 03/04/1992   | France               | -                           | Formé au Club               | -                       |

## Calendrier et résultats[8]

### Matchs amicaux
- Aviron bayonnais - Union Bordeaux Bègles : 14-36
- Stade rochelais - Union Bordeaux Bègles : 14-19

### Top 14
| - Union Bordeaux Bègles - Castres olympique : 19-16 - US Oyonnax - Union Bordeaux Bègles : 37-19 - Union Bordeaux Bègles - Montpellier HR : 22-24 - ASM Clermont - Union Bordeaux Bègles : 26-26 - SU Agen - Union Bordeaux Bègles : 16-31 - Union Bordeaux Bègles - Stade toulousain : 12-10 - Union Bordeaux Bègles - Stade rochelais : 21-16 - CA Brive - Union Bordeaux Bègles : 16-3 - Union Bordeaux Bègles - Section paloise : 46-10 - Stade français - Union Bordeaux Bègles : 21-24 - Union Bordeaux Bègles - FC Grenoble : 25-19 - Racing 92 - Union Bordeaux Bègles : 23-18 - Union Bordeaux Bègles - RC Toulon : 15-12 | - Castres olympique - Union Bordeaux Bègles : 19-9 - Union Bordeaux Bègles - US Oyonnax : 48-20 - Montpellier HR - Union Bordeaux Bègles : 19-16 - Union Bordeaux Bègles - ASM Clermont : 19-24 - Union Bordeaux Bègles - SU Agen : 24-19 - Stade toulousain - Union Bordeaux Bègles : 13-13 - Stade rochelais - Union Bordeaux Bègles : 22-15 - Union Bordeaux Bègles - CA Brive : 34-7 - Section paloise - Union Bordeaux Bègles : 3-15 - Union Bordeaux Bègles - Stade français : 35-25 - FC Grenoble - Union Bordeaux Bègles : 14-20 - Union Bordeaux Bègles - Racing 92 : 20-28 - RC Toulon - Union Bordeaux Bègles : 44-3 |

| Rang | Club                   | J  | V  | N | D  | Em | Ee | Bo | Bd | Pm  | Pe  | Diff | Pts |
| ---- | ---------------------- | -- | -- | - | -- | -- | -- | -- | -- | --- | --- | ---- | --- |
| 1    | ASM Clermont           | 26 | 18 | 1 | 7  | 75 | 31 | 10 | 4  | 735 | 431 | +304 | 88  |
| 2    | RC Toulon              | 26 | 16 | 0 | 10 | 89 | 35 | 11 | 7  | 764 | 446 | +318 | 82  |
| 3    | Montpellier HR         | 26 | 18 | 0 | 8  | 68 | 49 | 7  | 2  | 723 | 569 | +154 | 81  |
| 4    | Racing 92              | 26 | 18 | 1 | 7  | 62 | 36 | 5  | 2  | 614 | 522 | +92  | 81  |
| 5    | Stade toulousain       | 26 | 16 | 2 | 8  | 76 | 33 | 7  | 4  | 680 | 393 | +287 | 79  |
| 6    | Castres olympique      | 26 | 15 | 0 | 11 | 67 | 35 | 6  | 5  | 650 | 496 | +154 | 71  |
| 7    | Union Bordeaux Bègles  | 26 | 14 | 2 | 10 | 44 | 45 | 3  | 4  | 552 | 503 | +49  | 67  |
| 8    | CA Brive               | 26 | 13 | 1 | 12 | 42 | 48 | 4  | 4  | 540 | 544 | -4   | 62  |
| 9    | Stade rochelais        | 26 | 11 | 0 | 15 | 49 | 60 | 4  | 6  | 553 | 656 | -103 | 54  |
| 10   | FC Grenoble            | 26 | 10 | 0 | 16 | 58 | 90 | 4  | 3  | 605 | 779 | -174 | 47  |
| 11   | Section paloise P      | 26 | 10 | 1 | 15 | 30 | 73 | 1  | 3  | 420 | 675 | -255 | 46  |
| 12   | Stade français Paris T | 26 | 9  | 0 | 17 | 44 | 60 | 2  | 3  | 543 | 631 | -88  | 41  |
| 13   | SU Agen P              | 26 | 5  | 0 | 21 | 47 | 99 | 1  | 5  | 531 | 846 | -315 | 26  |
| 14   | Oyonnax Rugby          | 26 | 5  | 0 | 21 | 37 | 92 | 2  | 2  | 429 | 847 | -418 | 24  |

### Coupe d'Europe
Dans la Coupe d'Europe l'Union Bordeaux Bègles fait partie de la poule 2 et il est opposé aux Anglais des Exeter Chiefs, aux Gallois d'Ospreys et aux Français de l'ASM Clermont.
| - Union Bordeaux Bègles - ASM Clermont : 10-28 - Exeter Chiefs - Union Bordeaux Bègles : 34-19 - Ospreys - Union Bordeaux Bègles : 19-16 | - ASM Clermont - Union Bordeaux Bègles : 28-37 - Union Bordeaux Bègles - Exeter Chiefs : 34-27 - Union Bordeaux Bègles - Ospreys : 33-27 |

Avec 3 victoires et 3 défaites, l'Union Bordeaux Bègles termine 2e de la poule 2 à égalité de points avec le premier et le troisième, mais n'est pas qualifié pour les quarts de finale.

| Rang | Équipe                | J | V | N | D | Em | Ee | Bo | Bd | Pm  | Pe  | Diff | Pts |
| ---- | --------------------- | - | - | - | - | -- | -- | -- | -- | --- | --- | ---- | --- |
| 1    | Exeter Chiefs         | 6 | 3 | 0 | 3 | 18 | 18 | 3  | 1  | 148 | 151 | -3   | 16  |
| 2    | Union Bordeaux Bègles | 6 | 3 | 0 | 3 | 18 | 19 | 3  | 1  | 149 | 163 | -14  | 16  |
| 3    | Ospreys               | 6 | 3 | 0 | 3 | 12 | 16 | 2  | 2  | 138 | 142 | -4   | 16  |
| 4    | ASM Clermont          | 6 | 3 | 0 | 3 | 19 | 14 | 3  | 0  | 159 | 138 | +21  | 15  |

## Affluence

### Plus grosses affluences
| Rang | Match                                    | Journée                          | Affluence | Date       | Score   |
| 1    | Union Bordeaux Bègles - RC Toulon        | TOP 14 - J13                     | 38 000    | 14/02/2016 | 15 - 12 |
| 2    | Union Bordeaux Bègles - Racing 92        | TOP 14 - J20                     | 31 200    | 2/04/2016  | 20 - 28 |
| 3    | Union Bordeaux Bègles - Stade toulousain | TOP 14 - J6                      | 31 000    | 24/10/2015 | 12 - 10 |
| 4    | Union Bordeaux Bègles - Clermont         | Coupe d'Europe - Phase de poules | 28 480    | 8/01/2016  | 10 - 28 |
| 5    | Union Bordeaux Bègles - CA Brive         | TOP 14 - J25                     | 26 200    | 29/05/2016 | 34 - 7  |

### Plus faible affluence
| Rang | Match                                     | Journée                          | Date       | Affluence | Score   |
| 1    | Union Bordeaux Bègles - Exeter Chiefs     | Coupe d'Europe - Phase de poules | 16/01/2016 | 17 200    | 34 - 27 |
| 2    | Union Bordeaux Bègles - Castres olympique | TOP 14 - J1                      | 22/08/2015 | 20 000    | 19 - 16 |
| 3    | Union Bordeaux Bègles - Section paloise   | TOP 14 - J9                      | 28/11/2015 | 20 660    | 46 - 10 |
| 4    | Union Bordeaux Bègles - Stade rochelais   | TOP 14 - J7                      | 31/10/2015 | 21 000    | 21 - 16 |
| 5    | Union Bordeaux Bègles - SU Agen           | TOP 14 - J15                     | 20/02/2016 | 21 200    | 24 - 19 |